# Nu går solen sin väg
Nu går solen sin väg är en psalm vars text är skriven av Holger Lissner och är översatt till svenska av Inge Löfström. Musiken är skriven av Erik Sommer.

## Publicerad som
- Nr 816 i Psalmer i 2000-talet under rubriken "Verklighetsuppfattning, tillvaron som Guds skapelse".